# Coupe de Belgique de football 1911-1912
Navigation
Edition suivante
Cette page présente la première édition de la Coupe de Belgique.
Cette édition initiale ne regroupa que 16 clubs et vit la victoire finale du Racing Club de Bruxelles.
Seuls 11 clubs (sur 14) de la plus haute division (appelée Division d'Honneur 1911-1912) et 5 clubs (sur 14) du deuxième niveau national (appelée Promotion 1911-1912) furent les fondateurs de la nouvelle épreuve.
La Coupe de Belgique de la saison 1911-1912, se déroula en fait en l'espace d'un gros mois et demi en 1912.

## Fonctionnement - Règlement
Le principe de matchs à élimination directe fut appliqué comme il se doit pour une épreuve de Coupe. À ses origines, la Coupe de Belgique respecta les traditions de la F.A. Cup et appliqua les principes du « Replay ». En cas d'égalité à la fin du temps réglementaires, les équipes devaient disputer une prolongation (longtemps appelée "les prolongations" ou "extra-time"). Si l'égalité persiste, le match est alors rejoué.
Sémantiquement, un match de football se poursuit par une prolongation (joué en deux fois 15 minutes). Dans le langage courant, on fait souvent état des prolongations. Cette propension à employer le pluriel vient du fait qu'il y a deux mi-temps, mais surtout des règlements anciens. En effet, pendant longtemps, selon l'évolution du règlement des épreuves (et pas uniquement en Coupe de Belgique), on pouvait jouer une prolongation de 2x15 minutes, suivie... d'une autre prolongation de 2x 7 minutes 30, si l'égalité subsistait ! Il n'est pas rare de trouver dans les archives des matchs ayant donné lieu à... trois prolongations !
En Huitièmes de finale, une erreur de l'arbitre sanctionna la rencontre entre l'Antwerp FC et le Racing CB. À la fin des 90 minutes réglementaires, le score était de parité (1-1). Ignorant le règlement, qui ne sera publié que quelques jours plus tard (!), l'arbitre Monsieur Barette renvoya les équipes aux vestiaires sans faire disputer de prolongation. L'erreur de Monsieur Barette ne lui fut pas préjudiciable puisqu'il fut désigné pour arbitrer la finale.

## Calendrier
La majorité des rencontres furent jouées un dimanche après-midi. À cette époque, la plupart de clubs ne disposent pas encore de terrain éclairé permettant de jouer en soirée. Mais aussi parce qu'à cette époque, d'une part, les joueurs ne sont pas professionnels et que, d'autre part, le samedi n'est pas un jour de congé.
Certains matchs eurent lieu le jeudi de l'Ascension (jour férié).
La finale fut disputée le lundi de Pentecôte (jour férié), soit le lendemain d'une des deux demi-finales ! Cela car un des quarts de finale impliqua un  "replay" et que celui fut joué le dimanche prévu pour les demi-finales. La deuxième demi-finale devant donc être décalée d'une semaine.

## "Titanic"
Les premiers matchs de l'Histoire de la Coupe de Belgique eurent lieu le dimanche 14 avril 1912. Dans les jours suivants la presse ne relata guère l'événement. L'actualité était ailleurs ! Dans la nuit du 14 au 15 avril 1912, le paquebot britannique Titanic fit naufrage dans l'Atlantique Nord, après avoir heurté un iceberg, lors de son voyage inaugural.
Avec le recul du temps, on ne peut que constater que la Coupe de Belgique sembla marquée par cet événement tragique, car l'épreuve belge sombra rapidement dans l'anonymat pour ne..."refaire surface et atteindre sa vitesse de croisière" qu'un demi-siècle plus tard.

## Légende
- (DH) = signifie qu'à cette époque, le club évoluait en Division d'Honneur.

- (P) = signifie qu'à cette époque, le club évoluait alors en Promotion.

## Huitièmes de finale
Outre l'erreur de Mr Barette, expliquée ci-dessus, les huitièmes de finale furent marqués par deux victoires sur tapis vert, à la suite de forfaits, et par l'exploit de Verviers, alors en Promotion, qui élimina l'Union.
| Date       | Matchs                                    | 90 min | Prol' | Remarques                         |
| ---------- | ----------------------------------------- | ------ | ----- | --------------------------------- |
| 14/04/1912 | Antwerp FC (DH) – Racing CB (DH)          | 1-1    |       | Erreur de l'arbitre...à rejouer ! |
| 14/04/1912 | FC Liégeois (P) - RC de Gand (DH)         | 1-1    | 1-1   | Replay nécessaire                 |
| 14/04/1912 | Daring CB (DH) - FC Malinois (P)          | 4-0    |       |                                   |
| 21/04/1912 | Standard CL (DH) - CS Courtraisen (P)     | 5-0    |       | Forfait (1)                       |
| 21/04/1912 | Léopold CB (DH) - Beerschot AC (DH)       | 5-0    |       | Forfait (2)                       |
| 05/05/1912 | CS Brugeois (DH) - Excelsior SC (DH)      | 4-1    |       |                                   |
| 12/05/1912 | CS Verviétois (P)- Union St-Gilloise (DH) | 1-0    |       |                                   |
| 12/05/1912 | FC Brugeois (DH)- RC de Malines (P)       | 5-0    |       |                                   |

- (1) Le match se termina par un partage (1-1). Ls Courtraisiens refusèrent de jouer la prolongation. Ils prétextèrent que le but du Standard avait été marqué alors que tous leurs joueurs n’étaient pas encore sur le terrain. En fait, ils savaient que s'ils disputaient la prolongation, ils n’auraient plus eu de trains pour retourner !

- (2) Le Beerschot refusa de se déplacer et perdit donc par forfait.

### Replays - Huitièmes
| Date       | Matchs                           | 90 min | Prol' | Remarques |
| ---------- | -------------------------------- | ------ | ----- | --------- |
| 05/05/1912 | Racing CB (DH)- Antwerp FC (DH)  | 4-0    |       |           |
| 05/05/1912 | RC de Gand (DH)- FC Liégeois (P) | 1-0    |       |           |

## Quarts de finale
Les Quarts de finale virent le Daring aligner son équipe Réserves pour le déplacement au Standard. Cela parce que l'équipe fanion du club Bruxellois était en tournée de gala en Espagne !
| Date       | Matchs                            | 90 min | Prol' | Remarques         |
| ---------- | --------------------------------- | ------ | ----- | ----------------- |
| 16/05/1912 | CS Verviétois (P)- Racing CB (DH) | 0-3    |       |                   |
| 16/05/1912 | RC de Gand (DH)- FC Brugeois (DH) | 0-0    | 0-0   | Replay nécessaire |
| 16/05/1912 | Léopold CB (DH)- CS Brugeois (DH) | 3-1    |       |                   |
| 16/05/1912 | Standard CL (DH) -Daring CB (DH)  | 3-1    |       | (3)               |

- (3) Le Daring aligna son équipe Réserves.

### Replays - Quarts
| Date       | Matchs                             | 90 min | Prol' | Remarques                |
| ---------- | ---------------------------------- | ------ | ----- | ------------------------ |
| 19/05/1912 | FC Brugeois (DH) - RC de Gand (DH) | 1-2    |       | Terrain du...CS Brugeois |

## Demi-Finales
| Date       | Matchs                             | 90 min | Prol' | Remarques                |
| ---------- | ---------------------------------- | ------ | ----- | ------------------------ |
| 19/05/1912 | Léopold CB (DH)- Racing CB (DH)    | 1-4    |       | Terrain du Racing (4)    |
| 26/05/1912 | RC de Gand (DH) - Standard CL (DH) | 2-0    |       | Terrain du RC de Malines |

- (4) Le Léopold fut club visité pour sa demi-finale qui se joua sur les terrains du club...visiteur !

## Finale
La première finale de la Coupe de Belgique fut joué, le lundi de Pentecôte 1912.
| lundi 27 mai 1912 | RACING CB                | 1-0 | RC de Gand | du Daring CB, à Jette.                           |                                                  |
| | 86e Cyrille Bunyan (1-0) | (0-0) |            | Spectateurs : 600 Arbitrage : M. Charles Barette | Spectateurs : 600 Arbitrage : M. Charles Barette |
| Roger Fischlin Émile Andrieu Maurice Mahy Hector Raemaekers Alphonse Wright Camille Van Hoorden Adolphe Becquevort Maurice Bunyan Camille Nys Cyrille Bunyan René Piron | Équipes                  | Maurice Colman Guillaume Visser Julien De Croebele Léon Demol René Schietse Albert Parmentier Jean Meulders Carlos Strubbe Alois De Wulf Harold Austin Gyselinck |            | Spectateurs : 600 Arbitrage : M. Charles Barette | Spectateurs : 600 Arbitrage : M. Charles Barette |

## Statistiques
- Nombre de finales jouées : 1 - (1 but marqué)
  - Nombre de finales avec prolongation : 0 (0 but marqué)
  - Nombre de finales avec tirs au but : 0
- Clubs participant aux finales
  - Clubs de la plus haute division : 2

| # | Provinces                       | Vainqueurs | Finalistes | Total |
| - | ------------------------------- | ---------- | ---------- | ----- |
| 1 | Province d'Anvers               | 0          | 0          | 0     |
| 2 | Province de Brabant             | 1          | 0          | 1     |
| 3 | Province de Flandre-Occidentale | 0          | 0          | 0     |
| 4 | Province de Flandre-Orientale   | 0          | 1          | 1     |
| 5 | Province de Hainaut             | 0          | 0          | 0     |
| 6 | Province de Liège               | 0          | 0          | 0     |
| 7 | Province de Limbourg            | 0          | 0          | 0     |
| 8 | Province de Luxembourg          | 0          | 0          | 0     |
| 9 | Province de Namur               | 0          | 0          | 0     |

| # | Provinces                   | Victoires | Place de finaliste | Total |
| - | --------------------------- | --------- | ------------------ | ----- |
| 1 | Province du Brabant flamand | 0         | 0                  | 0     |
| 2 | Province de Brabant wallon  | 0         | 0                  | 0     |
| 3 | Bruxelles                   | 1         | 0                  | 1     |